# Go2Sky
Go2Sky – słowacka linia lotnicza z siedzibą w Bratysławie. Spółka koncentruje się na wynajmie samolotów liniom lotniczym w wariancie ACMI, czyli tzw. wet-lease.

## Historia
Pierwszy komercyjny lot Go2Sky odbył 4 lipca 2013 roku na trasie z Bratysławy do Bergamo samolotem Boeing 747-400 OM-GTA dla Mistral Air.
W kolejnych latach Go2Sky współpracował m.in. z Mistral Air, Czech Airlines, AlbaStar, Travel Service, Norwegian Air Shuttle, GetJet Airlines, Enter Air, Corendon.

## Flota
Pierwszym samolotem we flocie Go2Sky był Boeing 737-400 o rejestracji OM-GTA. Wcześniej maszyna ta latała dla chińskich linii Hainan Airlines, a w 2017 roku została odsprzedana litewskim GetJet Airlines.
Aktualnie (stan na 1 kwietnia 2019) flota składa się z czterech samolotów Boeing 737-800, z których każdy może przyjąć na pokład 189 pasażerów.
| Typ            | Liczba | Obecnie użytkowane | Rejestracja                 | Liczba miejsc |
| -------------- | ------ | ------------------ | --------------------------- | ------------- |
| Boeing 737-800 | 4      | 4                  | OM-GTE OM-GTF OM-GTG OM-GTH | 189 189       |